# Roland Koch
Roland Koch (ur. 24 marca 1958 we Frankfurcie nad Menem) – niemiecki polityk i prawnik, działacz Unii Chrześcijańsko-Demokratycznej (CDU), w latach 1999–2010 premier Hesji.

## Życiorys
Syn Karla-Heinza Kocha, ministra sprawiedliwości Hesji w latach 1987–1991. W 1977 uzyskał maturę, po czym do 1978 odbywał służbę wojskową. Ukończył studia prawnicze na Uniwersytecie Johanna Wolfganga Goethego we Frankfurcie nad Menem. W 1982 i 1985 zdał państwowe egzaminy prawnicze I oraz II stopnia. W 1985 podjął prywatną praktykę adwokacką.
Działacz chadeckiej młodzieżówki Junge Union i w latach 1983–1987 wiceprzewodniczący jej struktur federalnych. Dołączył także do Unii Chrześcijańsko-Demokratycznej. W latach 1977–1999 był radnym powiatu Main-Taunus. Od 1979 do 1991 kierował powiatowymi strukturami CDU. Od 1987 wybierany na posła do heskiego landtagu. W latach 90. przewodniczył klubowi poselskiemu CDU w tym parlamencie. W 1998 stanął na czele struktur swojej partii w Hesji, a w 2006 został jednocześnie wiceprzewodniczącym zarządu federalnego chadecji.
Po wyborach krajowych w 1999 objął urząd premiera Hesji. Ponownie wybrany na to stanowisko po wyborach w 2003. W 1999 przez kilka miesięcy był również przewodniczącym Bundesratu.
W wyborach w 2008 jego partia utraciła absolutną większość w landtagu, nie miała także większości w koalicji z FDP. Roland Koch pozostał jednak na urzędzie premiera, a kolejny wybór zapewnił sobie po przedterminowych wyborach w 2009. W okresie pełnienia funkcji premiera wprowadził częściową odpłatność za studia, a także przeforsował fuzję klinik uniwersyteckich w Gießen i Marburgu. Przeciwnicy polityczni i część komentatorów zarzucała mu populizm m.in. w związku z prowadzoną w 1999 przez niego kampanią przeciwko dopuszczalności podwójnego obywatelstwa. W 2006 wprowadził w Hesji formularz egzaminacyjny dla kandydatów na nowych obywateli, uznany przez tygodnik „Der Spiegel” za kontrowersyjny z uwagi na stopień trudności. W kampanii wyborczej w 2007 domagał się wydalania z Niemiec cudzoziemców popełniających przestępstwa.
W 2010 Roland Koch zrezygnował z funkcji partyjnych, mandatu poselskiego i urzędu premiera, zapowiadając odejście do sektora prywatnego. W latach 2011–2014 był prezesem zarządu przedsiębiorstwa budowlanego Bilfinger.
W 2000 odznaczony Krzyżem Kawalerskim Orderu Zasługi Rzeczypospolitej Polskiej.